# Reino da Baviera
O Reino da Baviera foi um estado germânico que existiu entre 1805 e 1918. O eleitor bávaro Maximiliano IV José da Casa de Wittelsbach tornou-se o primeiro Rei da Baviera como Maximiliano I José em 1806, com o poder permanecendo com os Wittelsbach até a dissolução do reino em 1918. A maior parte das fronteiras atuais da Baviera foram estabelecidas no Tratado de Paris em 1814, com o reino cedendo o Tirol e Vorarlberg para o Império Austríaco em troca de Aschafemburgo e o Grão-Ducado de Hesse. Como estado do Império Alemão, a Baviera era o segundo maior reino, atrás apenas do Reino da Prússia.

## História

### Fundação e expansão sob Maximiliano I
Em 30 de dezembro de 1777, a linha bávara dos Wittelsbach extinguiu-se, e a sucessão no Eleitorado da Baviera passou para Carlos Teodoro, o Eleitor Palatino. Depois de uma separação de quatro séculos e meio, o Palatinado, ao qual tinham sido adicionados os ducados de Jülich e Berg, reuniu-se com a Baviera. 
Em 1792, os exércitos revolucionários franceses invadiram o Palatinado. Em 1795 os franceses, sob o comando do general Jean Victor Marie Moreau, invadiram a própria Baviera, sendo recebidos com alegria pelos liberais que há muito eram fortemente reprimidos. 
Carlos Teodoro, que nada fizera para impedir a guerra nem para resistir à invasão, fugiu para a Saxónia, deixando uma regência, cujos membros assinaram uma convenção com Moreau, pelo qual ele concedeu um armistício, em troca de uma pesada contribuição (7 de setembro de 1796). A Baviera transformara-se num estado tampão entre franceses e austríacos, vivendo uma situação difícil. Antes da morte de Carlos Teodoro (16 de fevereiro de 1799), os austríacos ocuparam, de novo, o país, como prelúdio para a fase na guerra com a França.
Maximiliano IV José, o novo eleitor, herdou uma situação difícil. Apesar das suas próprias simpatias, e das de seu todo poderoso ministro, Maximilian von Montgelas, serem a favor dos ideais liberais, o estado das finanças da Baviera, e o fato de das tropas da Baviera estarem espalhados e desorganizados, viram-se forçados a alinhar com a Áustria. Em 2 de dezembro de 1800 os bávaros foram envolvidos na derrota austríaca em Hohenlinden, e Moreau, mais uma vez, ocupou Munique. Pelo Tratado de Lunéville (9 de fevereiro de 1801), a Baviera perdeu o Palatinado e os ducados de Zweibrücken e Jülich. Tendo em conta as mal disfarçadas intrigas da corte austríaca, Montgelas acreditava agora que os interesses da Baviera estavam numa aliança com a República Francesa; ele conseguiu superar a relutância de Maximiliano IV José e, em 24 de agosto, um tratado separado da paz e de aliança com a França foi assinado em Paris.
Em 1805, pela Paz de Pressburg, Maximiliano José foi reconhecido como Rei da Baviera. O eleitor declarou-se rei em 1 de janeiro de 1806, e o nome oficial do país mudou de "Eleitorado da Baviera" para o "Reino da Baviera". O novo rei manteve as funções de eleitor do Sacro Império Romano-Germânico até este ser dissolvido (1 de agosto de 1806). O ducado de Berg foi cedido a Napoleão Bonaparte apenas em 1806. 
O novo reino enfrentou desafios, desde o início da sua criação, contando com o apoio da França napoleônica e ter que mudar a sua constituição de acordo com os desejos da França. O reino enfrentou guerra com o Império Austríaco em 1808 e 1810-1814, perdeu território para Württemberg, na Itália, e em seguida, na Áustria. Em 1808, todas as relíquias de servidão que havia deixado o velho império foram abolidas.
Durante a invasão francesa da Rússia em 1812 cerca de 30 000 soldados bávaros foram mortos em ação. Com o Tratado de Ried de 8 de outubro de 1813, a Baviera deixou a Confederação do Reno e concordou em se juntar à sexta aliança contra Napoleão em troca de uma garantia de seu status soberano e independente. Em 14 de outubro, a Baviera fez uma declaração formal de guerra contra a França napoleônica. O tratado foi apoiado pelo príncipe herdeiro Luís e pelo marechal von Wrede. Com a Batalha de Leipzig, em outubro de 1813 encerrou a campanha alemã com as nações da coalizão como os vencedores, em um completo fracasso para os franceses, embora eles conseguiram uma pequena vitória, quando um exército do Reino da Baviera tentou bloquear a retirada dos franceses.
Com a derrota da França de Napoleão em 1814, a Baviera foi compensada por algumas de suas perdas, e recebeu novos territórios, como o Grão-Ducado de Wurzburgo, o Arcebispado de Mainz (Aschaffenburg) e partes do Grão-Ducado de Hesse. Finalmente, em 1816, o Palatinado Renano foi constituído a partir da França (em troca de Salzburg, que foi então cedida à Áustria).
Entre 1799 e 1817, o ministro Montgelas seguiu uma política rigorosa de modernização e lançou as bases de estruturas administrativas que sobreviveram até a monarquia e são (em sua essência), válidas até hoje. Em 1 de fevereiro de 1817, Montgelas tinha sido demitido e a Baviera tinha entrado em uma nova era de reforma constitucional.

### Constituição
Em 26 de maio de 1818, foi proclamada a Constituição do Reino da Baviera. O parlamento regional teria duas casas, uma câmara superior (Herrenhaus) composto pela aristocracia e os nobres, incluindo os proprietários de terras hereditárias de alta classe, funcionários do governo e candidatos da coroa; e a A segunda casa, uma casa menor (Abgeordnetenhaus), incluiria representantes de pequenos proprietários de terra, as cidades e os camponeses. Os direitos dos protestantes foram salvaguardados na constituição, com artigos que apoiam a igualdade de todas as religiões, apesar da oposição por apoiantes da Igreja Católica Romana. A constituição inicial quase foi desastrosa para a monarquia, com controvérsias, tais como o exército ter que jurar fidelidade à nova constituição. A monarquia apelou ao Reino da Prússia e o Império Austríaco para o conselho, e os dois se recusaram a agir em nome da Baviera, mas os desastres diminuíram e o estado foi estabilizado com a adesão de Luís I ao trono após a morte de Maximiliano em 1825.
Dentro do Reino da Baviera, o Palatinado desfrutava de uma posição jurídica e administrativa especial, já que o governo bávaro manteve realizações significativas do período francês. O historiador alemão Heiner Haan descreveu o estatuto especial do Palatinado dentro de Baviera como uma relação de Hauptstaat (principal estado, ou seja, Baviera) e Nebenstaat (ao lado do Estado, ou seja, o Palatinado).

### Luís I, Maximiliano II e as revoluções
Em 1825, Luís I subiu ao trono da Baviera. De acordo com Luís, as artes floresceram na Baviera, e ele ordenou pessoalmente e financeiramente assistida a criação de muitos neoclássicos edifícios e arquitetura em toda a Baviera. No seu reinado, Luís também aumentou o ritmo da industrialização da Baviera.
Nas relações exteriores sob o governo de Luís, Buísa apoiou os gregos durante a Guerra da Independência Grega com seu segundo filho, Oto sendo eleito Rei da Grécia em 1832.
Quanto à política, reformas iniciais defendidas por Luís eram ambos liberal e reformador. No entanto, após as revoluções de 1830, Luís voltou para a reação conservadora. O Hambacher Fest em 1832 mostrou o descontentamento da população com altos impostos e censura. A Baviera juntou-se ao Zollverein em 1834. Em 1835, a primeira estrada de ferro alemã foi construída na Baviera, entre as cidades de Fürth e Nuremberg.
Em 1837, o movimento clerical católico romano, o ultramontanês, chegou ao poder no parlamento da Baviera e começou uma campanha de reforma da constituição, que removeu os direitos civis, que já havia sido concedido aos protestantes, bem como fazer respeitar a censura e proibir a livre discussão de política interna. Este regime foi de curta duração devido à demanda pelos ultramontaneses da naturalização da esposa irlandesa de Luís I, que foi mal-recebida por Luís, e os ultramontaneses foram expulsos.
Após as revoluções de 1848, Luís I, com baixa popularidade abdicou do trono para evitar um golpe de estado potencial, e permitiu que seu filho, Maximiliano II, para se tornasse o rei da Baviera. Maximiliano II respondeu às demandas do povo para um estado alemão unido, participando da assembleia de Frankfurt, que pretendia criar tal estado. 
Mas quando Maximiliano II rejeitou a constituição de Frankfurt, em 1849, uma revolta na Baviera Palatinado sob Joseph Martin Reichard foi sufocada, com o apoio das forças prussianas. No entanto, Maximiliano II ficou ao lado aliado da Baviera, o Império Austríaco, em oposição ao inimigo da Áustria, o Reino da Prússia, que recebeu a coroa imperial de uma Alemanha unida. Esta oposição foi mal-recebida por muitos cidadãos da Baviera, que queriam uma Alemanha unida, mas, no final, a Prússia não quis aceitar a coroa e a constituição de um estado alemão que percebiam ser demasiado liberal e contra os interesses da Prússia.
No rescaldo do fracasso da assembleia de Frankfurt, a Prússia e a Áustria continuaram a debater sobre qual monarquia tinha o direito inerente de governar a Alemanha.
A disputa entre a Áustria e o príncipe-eleitor de Hesse-Cassel foi utilizado pela Áustria e seus aliados (incluindo a Baviera) para promover o isolamento da Prússia em assuntos políticos alemães. Este insulto diplomático quase levou à guerra, quando a Áustria, Baviera e outros aliados moveram tropas através da Baviera para Hesse-Cassel, em 1850. No entanto, o exército prussiano recuou para a Áustria e concordou com a dupla liderança. Este evento ficou conhecido como o Pontilhado de Olmütz mas também conhecido como o "Humilhação de Olmütz" pela Prússia. 
Este evento solidificou a aliança do reino da Baviera com a Áustria contra a Prússia. Quando o projeto de unir os poderes médios alemães, sob a liderança da Baviera contra a Prússia e a Áustria (o chamado Trias) falhou e o ministro-presidente Von der Pfordten renunciou em 1859. Tentativas pela Prússia para reorganizar a Confederação Germânica tiveram oposição da Baviera e da Áustria, com a Baviera tomar parte em suas próprias discussões com a Áustria e outros aliados em 1863, em Frankfurt, sem a presença da Prússia e seus aliados.

### Guerra Austro-Prussiana
Em 1864, Maximiliano II morreu cedo, e seu filho 18 anos de idade, Luís II sem dúvida, o mais famoso dos reis da Baviera, tornou-se rei da Baviera como escalada das tensões entre a Áustria ea Prússia cresceu de forma constante. Da Prússia, o ministro-presidente Otto von Bismarck, reconhecendo a probabilidade imediata de guerra, tentou influenciar a Baviera à neutralidade no conflito. Luís II recusou ofertas de Bismarck e continuou a aliança da Baviera com a Áustria. Em 1866, a violência eclodiu entre a Áustria e a Prússia e da Guerra Austro-Prussiana começou. Baviera e da maioria dos estados do sul da Alemanha, com excepção da Áustria e Saxônia, contribuiu muito menos para o esforço de guerra contra a Prússia.
A Batalha de Langensalza foi travada em 27 de junho de 1866 perto de Bad Langensalza, entre o Reino de Hanôver e os prussianos. Os hanoverianos ganhavam a batalha, mas foram cercados por um maior e reforçado exército prussiano, e, incapaz de articular-se com os seus aliados da Baviera, ao sul, renderam-se. 
A Áustria, em seguida, rapidamente vacilou após a sua derrota na Batalha de Königgrätz (3 de julho de 1866) e foi totalmente derrotada pela Prússia logo em seguida. Os membros da Confederação Germânica não poderiam concordar com uma guerra uniforme com um plano comum de batalha durante todo o curso da guerra. Seus exércitos foram, portanto, batidos sucessivamente pela Prússia, assim também os bávaros Baixa Francônia e Bad Kissingen (10 de julho 1866). O exército bávaro sob o príncipe Carlos Teodoro da Baviera foi finalmente batido pouco depois em Uettingen (26 de julho 1866).
A Áustria foi humilhada pela derrota e foi forçada a ceder o controle, e sua esfera de influência sobre os estados do sul da Alemanha. A Baviera foi poupada dos termos duros do acordo de paz. No entanto, a partir deste ponto ele e os outros estados do sul da Alemanha progrediram firmemente na esfera de influência do Reino da Prússia.

### Luís II e o Império Alemão
Com a derrota da Áustria na Guerra Austro-Prussiana, os estados do norte alemão rapidamente unificaram-se na Confederação da Alemanha do Norte, com o rei da Prússia no comando. Inibições anteriores da Baviera em relação ao Reino da Prússia mudaram, juntamente com as de muitos dos estados do sul da Alemanha, depois que o imperador francês Napoleão III começou a falar da necessidade de a França ser indenizada de sua perda em 1814 e incluiu o Palatinado bávaro como parte de suas reivindicações territoriais. Luís II juntou uma aliança com a Prússia, em 1870, contra a França, que foi visto pelos alemães como o maior inimigo de uma Alemanha unificada. Ao mesmo tempo, a Baviera aumentou suas políticas, legais, e os laços comerciais com a Confederação da Alemanha do Norte. Em 1870, a guerra eclodiu entre a Império Francês e o Reino da Prússia na Guerra Franco-Prussiana, e o exército bávaro foi enviado sob o comando do príncipe herdeiro da Prússia contra o exército francês.
Com a derrota e a humilhação da França contra as forças alemãs combinadas, foi Luís II quem propôs que o rei prussiano Guilherme I fosse proclamado imperador alemão, o que ocorreu em 1871 na Versalhes ocupada pelos alemães. 
Os territórios do recém-proclamado Império Alemão incluíam os estados da Confederação da Alemanha do Norte e todos os estados do sul da Alemanha, com a grande exceção da Áustria. O império também anexou o território anteriormente francês da Alsácia-Lorena, em grande parte devido ao desejo de Luís de passar a fronteira francesa longe do Palatinado.
A entrada da Baviera para o Império Alemão mudou, de júbilo sobre a derrota da França, para desespero logo depois, a direção da Alemanha sob o novo chanceler alemão e primeiro-ministro da Prússia Otto von Bismarck. A delegação da Baviera sob Otto von Bray-Steinburg havia assegurado um estatuto privilegiado do Reino da Baviera dentro do Império Alemão (Reservatrechte). Dentro do império, o Reino da Baviera foi ainda capaz de manter o seu próprio corpo diplomático e seu próprio exército, que ficariam sob comando prussiano apenas em tempos de guerra.
Nos anos seguintes à unificação alemã, Bismarck iniciou uma perseguição da Igreja Católica na chamada Kulturkampf. Embora esta perseguição tenha se limitado à Prússia e nunca se estendeu à Baviera ou outros estados alemães do sul predominantemente católicas, causou estranhamento considerável entre a Baviera e a Prússia. Devido em parte à cooperação entre o Partido Patriótico da Baviera e o Partido do Centro Alemão no Reichstag, Bismarck foi finalmente obrigado a moderar suas políticas anticatólicas.
Após a unificação da Baviera na Alemanha, Luís II tornou-se cada vez mais independente dos assuntos políticos da Baviera e gastou grandes quantias de dinheiro em projetos pessoais, como a construção de uma série de castelos e palácios de contos de fadas, como, sendo o mais famoso o wagneriano Castelo Neuschwanstein. Apesar de Luís ter usado sua fortuna pessoal para financiar esses projetos, em vez de fundos estaduais, os projetos de construção aumentaram profundamente em dívida. Estas dívidas causaram muita preocupação entre a elite política da Baviera, que procurou convencer Luís a cessar sua construção, ele recusou, e as relações entre os ministros do governo e a coroa deterioraram-se
Por fim, em 1886, a crise veio à tona: os ministros da Baviera depuseram o rei, organizaram uma comissão médica para declará-lo insano, e, portanto, incapaz de executar seus poderes governamentais. Um dia após a deposição de Luís, o rei morreu misteriosamente depois de pedir ao psiquiatra chefe da comissão para ir em uma caminhada com ele ao longo do lago Starnberg (então chamado de lago Würm). Luís e o psiquiatra foram encontrados mortos, boiando no lago. Uma autópsia indicou a causa-mortis como suicídio por afogamento, mas algumas fontes afirmam que a água não foi encontrada nos pulmões de Luís. Enquanto esses fatos podem ser explicados por afogamento seco, eles também levaram a algumas teorias de conspiração de assassinato político.

### Regência e reforma institucional
A coroa passou para o irmão de Luís, Oto I da Baviera, mas desde que Oto tinha uma história clara de doença mental, os deveres do trono, na verdade, estavam nas mãos do tio dos irmãos, príncipe Leopoldo, servindo como regente.
Durante a regência do príncipe-regente Leopoldo, as relações entre bávaros e prussianos permaneceu fria, com bávaros lembrando a agenda anticatólica de Bismarck Kulturkampf, bem como domínio estratégico da Prússia sobre o império. A Baviera protestou domínio da Prússia sobre a Alemanha e esnobou o imperador alemão, Guilherme II, em 1900, proibindo o alçamento de qualquer outra bandeira que não fosse a bandeira da Baviera em edifícios públicos no aniversário do imperador, mas foi rapidamente modificado posteriormente, permitindo à bandeira imperial alemã a ser pendurada lado a lado com a bandeira da Baviera.
O Partido Patriótico, católico e conservador, fundado em 1868, tornou-se o principal partido no parlamento regional da Baviera. Em 1887, seu nome foi mudado para Centro Bávaro. Em 1893, os social-democratas foram eleitos para o parlamento. Em 1903. a educação universitária era possível para estudantes do sexo feminino. Em 1906, a liberalização do sufrágio foi realizado. Com o Centro político Georg von Hertling o príncipe-regente nomeado para o chefe de governo, pela primeira vez um representante da maioria do parlamento regional.
Os anos de Leopoldo como regente foram marcados por uma enorme atividade artística e cultural, na Baviera, onde eles são conhecidos como Prinzregentenjahre ("anos do Príncipe Regente"). Em 1912, Leopoldo morreu, e seu filho, o príncipe-regente Luís, assumiu o cargo de regente da Baviera. Um ano depois, a regência terminou quando Luís declarou-se rei da Baviera e partir desse ponto em diante foi conhecido como Luís III da Baviera.
O Prinzregentenzeit ("tempo de regente do príncipe"), conforme a regência do Leopoldo é muitas vezes chamado, foi devido à passividade política de Leopoldo uma época da transferência gradual de interesses bávaros por trás aqueles do Império Alemão. Em conexão com o final infeliz da regra anterior do rei Luís I, esta pausa na monarquia da Baviera parecia ainda mais forte. Finalmente, a emenda constitucional de 1913 trouxe a ruptura determinante para a continuidade do governo do rei na opinião dos historiadores, sobretudo no que essa mudança tinha sido concedida pelo parlamento regional como Câmara dos Deputados e significou, portanto, indiretamente, o primeiro passo a partir constitucional à monarquia parlamentar. 
Hoje, a conexão desses desenvolvimentos tanto é considerado como uma das principais causas para o final espetacular do reino da Baviera sem oposição no curso da revolução de novembro de 1918. No entanto, o curso de sua regência de 26 anos Leopoldo soube superar, por modéstia, capacidade e popularidade, o mal-estar inicial de seus súditos. Os "anos do Príncipe Regente" foram transfigurados, finalmente, acima de tudo, no retrospecto — de uma idade de ouro da Baviera, mesmo que se lamentou o "rei de conto de fadas" Luís II, além disso, o que acontece de uma forma folclórica-nostálgica até hoje.

### Autonomia militar
Com a criação do Império Alemão, uma série de convenções trouxe a maior das várias forças militares estaduais diretamente sob a administração do Ministério da Guerra da Prússia. A Baviera porém manteve um grau de autonomia em tempo de paz, com o seu próprio corpo de dois (depois três) exército restante fora da ordem prussiana de batalha. Os regimentos de infantaria e cavalaria da Baviera mantiveram seus uniformes azuis e verdes históricos, diferente do modelo prussiano adotado na maior parte do exército. O soldado bávaro individualmente fazia um juramento de lealdade ao rei Luís, embora em tempos de guerra este compromisso de obediência fosse estendida ao imperador Guilherme II como comandante supremo. Em julho de 1914, o exército bávaro contava 92 400 ou 11% do total de exército imperial.
Em 1914, um choque de alianças ocorreu durante a invasão austro-húngara do Reino da Sérvia após o assassinato do arquiduque austríaco Francisco Ferdinando por um servo-bósnio militante. A Alemanha ficou ao lado da Áustria-Hungria, e declarou guerra à França e à Rússia, que eram aliados da Sérvia. 
Após a invasão alemã da Bélgica neutra, o Reino Unido declarou guerra à Alemanha. Inicialmente, na Baviera e em toda a Alemanha, os recrutas se reuniram com entusiasmo para o exército alemão. Com a eclosão da Primeira Guerra Mundial, o rei Luís III enviou uma expedição oficial a Berlim para expressar a solidariedade da Baviera. Mais tarde Luís chegou a reivindicar anexações para a Baviera (Alsácia-Lorena e a cidade belga de Antuérpia, para receber um acesso ao mar). Sua agenda oculta era manter o equilíbrio de poder entre a Prússia e a Baviera dentro do Império Alemão após uma vitória. Ao longo do tempo, com uma guerra num impasse e sangrenta na frente ocidental, os bávaros, como muitos alemães, se cansaram de uma guerra contínua.
Em 1917, quando a situação da Alemanha tinha gradualmente piorado devido à Primeira Guerra Mundial, o primeiro-ministro bávaro Georg von Hertling tornou-se chanceler da Alemanha, e o primeiro-ministro da Prússia e Otto von Ritter Dandl foi feito novo primeiro-ministro da Baviera. Acusado de mostrar lealdade cega à Prússia, Luís III tornou-se cada vez mais impopular durante a guerra. Em 1918, o reino tentou negociar uma paz em separado com os aliados, mas não conseguiu. Em 1918, a agitação civil foi se espalhando por toda a Baviera e a Alemanha. O desafio da Baviera à hegemonia da Prússia e separatismo bávaro sendo principais motivadores.
Em 7 de novembro de 1918, Luís fugiu do Palácio Residenz em Munique com sua família. Ele foi o primeiro dos monarcas do Império Alemão a ser deposto. Poucos dias depois, Guilherme II abdicou do trono da Alemanha e Luís III, juntamente com os outros monarcas alemães, que emite a declaração Anif, seguido da abdicação pouco depois. Com isso, a dinastia Wittelsbach chegou ao fim, e o antigo Reino da Baviera tornou-se o Estado Livre da Baviera) (Freistaat Bayern), como ainda é chamado entre os 16 estados da Alemanha (länder).
O funeral de Luís III, em 1921, era temido ou esperado para desencadear uma restauração da monarquia. Apesar da abolição da monarquia, o ex-rei foi enterrado na frente da família real, o governo da Baviera, militares, e uma estimativa de 100 mil espectadores, no estilo dos funerais reais. O príncipe Rupprecht não quis aproveitar a ocasião do falecimento de seu pai, para restabelecer a monarquia pela força, preferindo fazê-lo por meios legais. O cardeal Michael von Faulhaber, Arcebispo de Munique, em seu discurso fúnebre, fez um compromisso claro com a monarquia enquanto Rupprecht apenas declarou que ele tinha entrado em seu direito de primogenitura.

## Geografia, regiões administrativas e população
Quando Napoleão aboliu o Sacro Império Romano-Germânico, e a Baviera tornou-se um reino em 1806, sua área de terra dobrou. O Tirol (1805–1814) e Salzburgo (1810–1816) foram temporariamente unidos com a Baviera, mas então retornaram (Tirol) ou cederam (Salzburgo) ao domínio dos habsburgos/austríacos. Em troca, o Palatinado Renano e a Francônia foram anexados à Baviera em 1815.
O Reino de Baviera foi dividido a partir de 1837 em oito regiões administrativas, chamadas Regierungsbezirke (Regierungsbezirk singular). As regiões (Kreis) foram nomeados conforme seus principais rios, mas o rei Luís I reorganizou as regiões administrativas da Baviera em 1837 e reintroduziu os antigos nomes Alta Baviera, Baixa Baviera, Francônia, Suábia, Alto Palatinado e Palatinado. Ele mudou seus títulos reais de Luís, Rei da Baviera, Duque de Franconia, Duque, na Suábia e Contagem Palatinado do Reno. Seus sucessores mantiveram estes títulos. O plano de Luís para se reunir também a parte oriental do Palatinado com a Baviera não poderia ser realizado. O Eleitorado do Palatinado, um antigo domínio dos Wittelsbach, foi dividido em 1815, na margem oriental do rio Reno com Mannheim e Heidelberg foi dada a Baden, apenas a margem ocidental foi concedida à Baviera. Aqui Luís fundou a cidade de Ludwigshafen como um rival bávaro para Mannheim.
Após a derrota na Guerra Austro-Prussiana (1866), o Reino da Baviera teve de ceder vários distritos da Francônia ao Reino da Prússia. O Ducado de Coburgo nunca foi parte do Reino da Baviera, uma vez que se uniu com a Baviera só em 1920. Também Ostheim foi adicionado à Baviera (1945) após o fim da monarquia.

### Estatísticas
Fonte:
- Área = 75 865 km² (1900)
- População = 3 707 966 (1818) / 4.370.977 (1840) / 6 176 057 (1900) / 6 524 372 (1910)
- Distritos governamentais (Kreise) (1808–1817):
  - Altmühlkreis (1808–1810 / dissolvido)
  - Eisackkreis (1808–1810 / cedido à Itália)
  - Etschkreis (1808–1810 / cedido à Itália)
  - Illerkreis (1808–1817 / dissolvido)
  - Innkreis (1808–1814 / cedido à Áustria)
  - Isarkreis (1808–1838)
  - Lechkreis (1808–1810 / dissolvido)
  - Mainkreis (1808–1838)
  - Naabkreis (1808–1810 / dissolvido)
  - Oberdonaukreis (1808–1838)
  - Pegnitzkreis (1808–1810 / dissolvido)
  - Regenkreis (1808–1838)
  - Rezatkreis (1808–1838)
  - Salzachkreis (1810–1816 / cedido à Áustria)
  - Unterdonaukreis (1808–1838)
- Distritos governamentais (Kreise) (1816/17–1838)
  - Isarkreis (transformado na Alta Baviera)
  - Obermainkreis (transformado na Alta Francônia)
  - Oberdonaukreis (transformado em Suábia)
  - Regenkreis (transformado no Alto Palatinado)
  - Rezatkreis (transformado na Média Francônia)
  - Unterdonaukreis (transformado na Baixa Baviera)
  - Untermainkreis (transformado na Baixa Francônia)
  - Rheinkreis (transformado no Palatinado)
- Distritos governamentais (Kreise) (1838–1918):
  - Alta Baviera (Oberbayern) (Capital: Munique)
  - Alta Francônia (Oberfranken) (Capital: Bayreuth)
  - Suábia (Schwaben) (Capital: Augsburgo)
  - Alto Palatinado (Oberpfalz) (Capital: Ratisbona)
  - Média Francônia (Mittelfranken) (Capital: Ansbach)
  - Baixa Baviera (Niederbayern) (Capital: Landshut)
  - Baixa Francônia (Unterfranken) (Capital: Wurtzburgo)
  - Palatinado (Pfalz) (Capital: Speyer)